# Tilsa Tsuchiya
Tilsa Tsuchiya   (Districte de Supe, 24 de setembre de 1928 - Lima, 23 de setembre de 1984) va ser una pintora i gravadora peruana d'ascendència japonesa i xinesa, guanyadora del Premi Biennal de Pintura Teknoquímica.

## Biografia
Tilsa Tsuchiya va néixer a Supe, al nord de Lima, en 1928. El seu pare, Yoshigoro Tsuchiya (1878-1947), que va néixer a la ciutat japonesa de Chiba i pertanyia a l'aristocràcia d'aquell país, va arribar al Perú després d'estudiar un postgrau de medicina a Alemanya i Estats Units. Durant aquest trajecte de viatges per Europa i Amèrica del Nord, el pare de Tilsa Tsuchiya va conèixer als germans Leguía i Salcedo, amb qui va establir un gran vincle d'amistat, de manera que posteriorment, durant el primer govern d'Augusto B. Leguía, va ser nomenat metge titular de la hisenda San Nicolás (nord de Lima), on s'ocupava de la salut dels seus compatriotes japonesos que treballaven en el sector agrari. Després va tenir discrepàncies amb el govern peruà, que permetia el maltractament que es donava a la classe camperola a tot el país. El metge diplomàtic es va casar amb una jove peruana tusán d'origen hispano-xinès anomenada María Luisa Castilloll Olortegui. Fruit d'aquest matrimoni, van néixer Tilsa Tsuchiya i els seus set germans, que van quedar orfes sent encara molt joves. No obstant això, ella va aprendre a dibuixar a una edat molt primerenca.
Tsuchiya va iniciar els seus estudis a l'Escola de Belles Arts de Lima (1947). El mateix any va morir el seu pare i dos anys després la seva mare, motius pels quals es va veure obligada a interrompre els seus estudis i va muntar una vidrieria i taller de emmarcat amb el seu germà Wilfredo.
Al seu retorn a l'Escola de Belles Arts es va inscriure en els tallers dels artistes Carlos Carlos Quizpez Asín i Ricardo Grau, a més de ser alumna particular del pintor Manuel Zapata Orihuela. Va tornar amb honors i va obtenir la Gran Medalla d'Or en Pintura de la promoció de 1959. Sent encara alumna va guanyar el Segon Premi de la sala Municipal de l'any 1957 i va participar de l'enviament peruà a la «Primera Biennal de la Joventut» convocada a París el 1958. El 1960 va viatjar a França per estudiar gravat a l'École des Beaux-Arts i història de l'art a la Sorbona, i va residir en aquell país fins a mitjans de la dècada de 1970.
El 2021, el Banc Central de Reserva del Perú va emetre un nou bitllet de 200 sols amb la imatge de Tilsa Tsuchiya, una de les més importants pintores del Perú.